# Здравоохранение в Чечне
До начала XX века российское гражданское законодательство не действовало на территории Чечни. Также отсутствовала государственная система здравоохранения. В основном лечение осуществлялось военными медицинскими учреждениями, созданными в ходе Кавказской войны для нужд армии. Распространить медицинское законодательство на Чечню предполагалось после создания на местах земских учреждений. Однако сделать это царская власть не успела ввиду революционных событий 1917 года.

## Дореволюционный период
В примитивной форме система организованного медицинского обслуживания населения была создана Северо-Кавказским имаматом в середине XIX века. В Государственном Совете имамата была специальная служба, занимавшаяся вопросами организации лечения, социальной реабилитации и возвращением в строй раненных воинов имамата, а также борьбой с эпидемиями. Также во многих медресе по указанию Шамиля учащиеся, помимо богословия, изучали также и народную медицину.
Если в казачьих станицах Чечни существовала военная медицина и зачатки общественной медицины, то чеченские сёла были фактически лишены организованной медицинской помощи. По состоянию на конец XIX века в Аргунском, Веденском и Грозненском округах Терской области было по одному врачу. В отдельных станицах и плоскостных аулах размещались сельские врачебные части с фельдшером, являвшиеся аналогом нынешних фельдшерско-акушерских пунктов. В горных аулах таких частей не было совсем. По этим причинам в июне 1890 года жители двух участков Грозненского округа обратились к руководству с просьбой устроить сельские врачебные части в своих сёлах и назначить двух фельдшеров. Для финансирования этих заведений жители обязались собирать с каждого двора по 20 копеек в год.
Для населения Чечни существовала также возможность получения медицинской помощи у русских врачей: госпитали русской армии на Кавказе за плату лечили гражданских больных. Кроме того, в Грозном были частные врачи и больницы. Поскольку платное лечение было дорогим, воспользоваться им могли только состоятельные чеченцы. Первая современная по тому времени лечебница была построена в 1897 году. На начало XX века в Грозном было три больницы, четыре аптеки, военный госпиталь, 13 практикующих врачей, 10 фельдшеров и 6 акушеров.
Таким образом, к началу революционных событий 1917 года общественная система здравоохранения в Чечне фактически отсутствовала. Медицинские учреждения, слабо оснащённые оборудованием и не рассчитанные на обслуживание широких масс населения, были только в Грозном. В некоторых казачьих станицах были лекари, представлявшие войсковую медицину Терского казачьего войска. В селе Урус-Мартан, население которого в то время было более 20 тысяч человек, не было ни одного медицинского работника. Медицинские услуги населению Чечни оказывались народными целителями и муллами.

## Советский период
После создания Горской автономной республики в 1920 году для населения было налажено медицинское обслуживание и снабжение лекарствами. Первым руководителем отдела здравоохранения в 1920 году был назначен врач Н. А. Радов, затем в 1920—1924 годах эту должность занял С. М. Швецов, а после него — А. А. Чивчиури. Первое время новая власть лишь восстанавливала, реконструировала и расширяла старые медицинские учреждения. Но когда эти возможности были исчерпаны началось строительство новых учреждений. Сельские больницы оснащались новым медицинским оборудованием, туда направлялись врачи, фармацевты, лекарства. Первыми медицинскими учреждениями, обслуживавшими сельское население Чечни, были больницы в Шатое, Серноводской, Урус-Мартане, Шали, Гудермесе, Саясане.
В 1926 году медицинские учреждения функционировали во всех 15 округах Чеченской автономной области. 3 лечебных заведения работали в сельской местности Чечни под флагом Красного Креста. Местное население оказывало безвозмездную помощь всем медицинским учреждениям. Так, например, помощь населения при строительстве одного из медицинских учреждений в отдалённом высокогорном чеченском ауле оценивалась почти в 380 тысяч рублей по ценам того времени.
Медицинское обслуживание в Грозном также сделало большой шаг вперёд. К концу 1926 года в Грозном было 11 врачебных амбулаторий, центральная поликлиника, районная амбулатория для обслуживания местного населения, центральная рабочая поликлиника, 6 больниц. Население города на тот момент составляло 97 тысяч человек, при это в городе было 105 врачей и 17 зубных врачей. Была организована скорая медицинская помощь.
В 1927 году в Грозном открылись курсы подготовки младшего медицинского персонала. 1 октября 1930 года открылось Чеченское медицинское училище. Из 196 студентов первого набора 73 были представителями коренного населения. Горянок среди учащихся не было.
Несмотря на эти государственные меры, ощущался острый недостаток педиаторов, школьных врачей, акушеров-гинекологов. В 1929 году было 10 детских консультаций, 1 — женская, 6 — смешанных, 3 молочных кухни, 9 районных яслей на 180 мест, 1 роддом, 3 родильных отделения, 6 детских комнат. В городских школах были организованы завтраки, а в некоторых из них — горячее питание. В школах дважды в год проводились медосмотры (в том числе углублённый осмотр с антропометрией) в ходе которых выявлялись дети с нарушениями здоровья.
В 1929 году в Чечне работала группа 6 врачей-неврологов из Ростова-на-Дону, которые выявили около 140 душевнобольных. В 1937 году в Брагунах была открыта первая республиканская психиатрическая больница на 100 коек. В конце 1930-х годов в Грозном открылся наркологический диспансер. В 1979 году открылся Республиканский наркологический диспансер, а в 1982 году — психоневрологический.
В конце 1930-х годов в республике работали медицинские отряды из России. Они проводили обследование населения, вели санитарно-просветительскую работу. Ими было проведено 126 глазных операций, 20 больным удалось вернуть зрение.
В республике была создана отсутствовавшая на момент революции санитарно-эпидемиологическая служба. Был налажен санитарный контроль мест проживания населения, пищевых, коммунальных, промышленных и других объектов. В 1971 году в Чечено-Ингушетии работало 21 санитарно-эпидемиологическое учреждение, в которых работало более 160 врачей и 630 средних медицинских работников.
В начале XX века функционировали Серноводский и Горячеводский курорты, которые использовались для лечения больных и раненных на фронтах Первой мировой войны. В 1926 году было создано Чеченское курортное управление. К 1931 году число мест на санаториях республики достигло 1075. В 1936 году в управление входили пять курортов, два завода минеральных вод и научно-исследовательская лаборатория. Из-за снижения дебита минеральной воды два курорта впоследствии были закрыты. Курорт Серноводск-Кавказский был разрушен в годы Первой чеченской войны.

### Великая Отечественная война
В годы Великой Отечественной войны в Чечено-Ингушетии размещалось много госпиталей. При республиканском обкоме работал спецкомитет по оказанию помощи госпиталям. Сами госпитали размещались в благоустроенных зданиях Грозного, курорта «Серноводск», доме отдыха в селе Чишки. Над госпиталями взяли шефство десятки колхозов и промышленных предприятий республики. Пионерами и школьниками, взявшими шефство, было собрано для госпиталей почти 27 тысяч рублей, 14 650 книг, 25 музыкальных инструментов, 242 настольные игры, 413 комплектов постельного белья, тысячи ручек и карандашей и многое другое.
В качестве госпиталей использовались в основном учебные заведения. На большей части зданий, в которых размещались госпитали, после окончания войны были установлены мемориальные доски. В частности, мемориальные доски появились на средних школах № 1, 2, 3, 5, 7, 9, 22, 2-м корпусе Чечено-Ингушского государственного университета (ул. Ноя Буачидзе, 34), Дворце культуры имени Ленина (в котором размещались три госпиталя), 3-й городской больнице (Старопромысловский район, два госпиталя), противотуберкулёзном диспансере (ул. Чехова, 27).

### Депортация чеченцев и ингушей
23 февраля 1944 года началась депортация чеченцев и ингушей. После ликвидации Чечено-Ингушской АССР в образованной на её месте Грозненской области шло послевоенное восстановление медицинских учреждений. В период с 1945—1950 годов число лечебно-профилактических учреждений возросло с 31 до 46, а число коек достигло 2900. Численность фельдшерско-акушерских пунктов в 1949 году достигла 171.

### Восстановление Чечено-Ингушской АССР
В 1957 году, после восстановления Чечено-Ингушской АССР, развитие здравоохранение в республике продолжилось. За десять лет после возвращения из депортации вошли в строй родильный дом, детские ревматологический и туберкулёзный санатории, две стоматологические поликлиники, районная больница, станции переливания крови в трёх районах, построены новые корпуса больниц в семи районах, другие учреждения здравоохранения. В 1971 году в Чечено-Ингушетии насчитывалось 10 туберкулёзных диспансеров с 1445 койками, онкологический диспансер, 12 онкологических кабинетов, 14 эндокринологических кабинетов, 90 рентгеновских кабинетов, 72 физиотерапевтических кабинета, 2 стоматологические поликлиники и 63 стоматологических кабинета, станции скорой помощи и переливания крови, медицинская библиотека, дом санитарного просвещения, около 100 аптечных учреждений и многие другие объекты.

### 1970-е — 1980-е годы
В 1971—1980 годах капитальные вложения в здравоохранение Грозного составили 13 млн рублей, были введены в строй больницы общей мощностью 470 коек и поликлиники на 3340 посещений в смену. В 1985 году в Грозном было 34 больницы и поликлиники, 25 женских и детских консультаций, в которых работало 1500 врачей и 8 тысяч человек среднего медицинского персонала.

## Постсоветский период

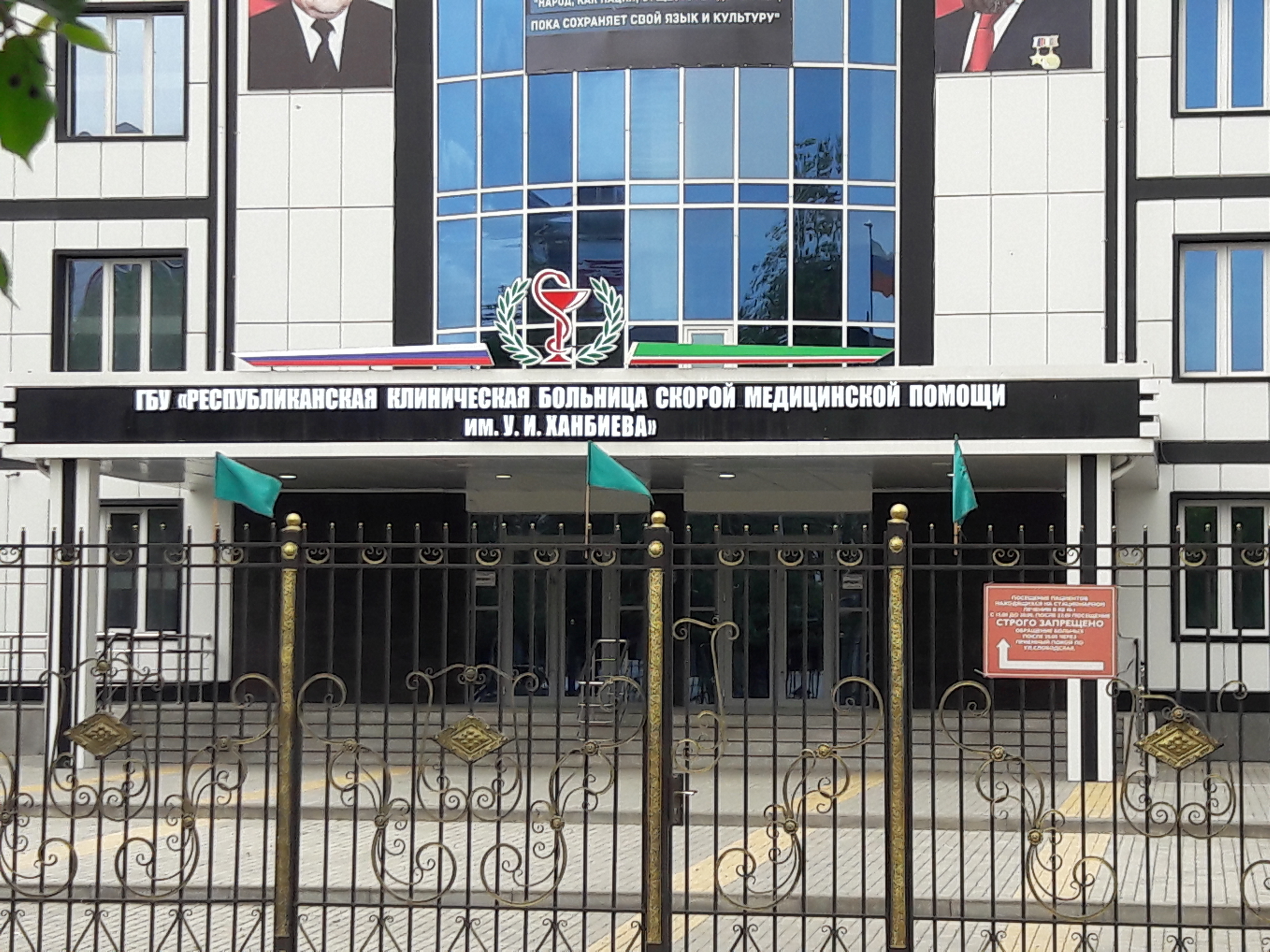
Республиканская клиническая больница скорой помощи имени Умара Ханбиева.

Здравоохранению республики был нанесён большой урон в связи с процессами распада СССР, периодом независимости и двумя последующими войнами. Была разрушена инфраструктура система здравоохранения, произошёл отток высококвалифицированных медицинских кадров, была дезорганизована система управления. Первая и вторая чеченские войны практически полностью уничтожили остатки материальной базы системы здравоохранения Чечни. Граждане республики вынуждены были уезжать на лечение в другие регионы России. Здравоохранение Чечни работало в режиме чрезвычайной ситуации.
Эти процессы не могли не сказаться на состоянии здоровья населения. Резко возросло число больных сахарным диабетом, злокачественными новообразованиями, психическими и иными болезнями. Только в 2007 году было отмечено 3294 больных раком и 6753 — сахарным диабетом. Прирост числа онкологических больных составлял 8-10 % в год, при этом смертность в этой категории составляла 30-50 % от количества зарегистрированных. Заболеваемость туберкулёзом втрое превышала общероссийскую. Число инфекционных больных выросло в 2,5 раза. Также отмечался значительный рост желудочно-кишечных, воздушно-капельных инфекций, вирусных гепатитов В, С и D.
Дополнительно усугубляла ситуацию неблагоприятная экологическая обстановка. Треть территории Чечни была зоной экологического бедствия, а 40 % территории — зоной с неблагоприятной экологической обстановкой. В 2003—2004 годах 14,5 % проб питьевой воды не соответствовали гигиеническим нормам, а 12,3 % — микробиологическим требованиям. Загрязнение воды по железу превышало предельно допустимую концентрацию в 17 раз, цинку — 9 раз, марганцу — 14 раз, меди — 61 раз.
По мере нормализации военно-политической ситуации в Чечне, улучшалось и состояние здравоохранения. Были реализованы меры по улучшению оснащения медицинских учреждений техникой и оборудованием, повышению качества медицинского обслуживания населения, подготовке медицинских кадров и т. д. Некоторые учреждения, здания которых были полностью разрушены, пришлось открывать в неприспособленных для этого помещениях. Износ медицинского оборудования по состоянию на 2009 год составлял более 80 %. В 2007 году обеспеченность врачами в Чечне составляла 26,4 на 10 тысяч человек населения и значительно уступала общероссийским показателям. Практически все врачи республики принадлежат к коренной национальности.